# Rhineimegopis cordieri
Rhineimegopis cordieri är en skalbaggsart som först beskrevs av Auguste Lameere 1916.  Rhineimegopis cordieri ingår i släktet Rhineimegopis och familjen långhorningar. Inga underarter finns listade i Catalogue of Life.